# Lac Soufflot
Pour les articles homonymes, voir Soufflot.
Le lac Soufflot est un plan d'eau douce situé dans le territoire non organisé des Lacs-du-Témiscamingue, dans la municipalité régionale de comté (MRC) de Témiscamingue, dans la région administrative de l'Abitibi-Témiscamingue, au Québec, au Canada.
Ce lac est situé entièrement en zone forestière. La foresterie constitue la première activité économique du secteur ; les activités récréotouristiques, en second.
Ce plan d’eau est généralement gelé de la mi-novembre à la mi-avril, néanmoins la période de circulation sécuritaire sur la glace est généralement de la mi-décembre à la fin mars.

## Géographie
D'une longueur de 8,5 km et d'une largeur de 3,4 km, le lac Soufflot couvre une superficie de km2 et sa surface est à une altitude de 315 m. Ce lac comporte 32 îles. Il reçoit ses eaux plusieurs décharges de lacs en amont. La Baie Storey s’étire sur 3,0 km au Sud-Ouest.
L’embouchure du lac Soufflot se situe à :
- 10,6 km au Sud de l’embouchure de la rivière Marécageuse ;
- 17,5 km au Sud de l’embouchure de la rivière Winneway ;
- 31,6 km, au Sud-Est de l’embouchure du lac Simard (Témiscamingue) ;
- 31,6 km au Sud-Ouest du réservoir Decelles ;
- 93,3 km au Sud-Ouest de Val-d’Or ;
- 70,3 km à l'Est du lac Témiscamingue[1].

Les principaux bassins versants voisins du lac Soufflot sont :
- côté Nord : rivière Marécageuse, Lac des Fourches, lac Simard (Témiscamingue), rivière des Outaouais ;
- côté Est : lac Bay, Lac Pierre, lac Winawiash ;
- côté Sud : lac Saseginaga, Lac Lescot ;
- côté Ouest : rivière Guillet, rivière Blondeau, rivière des Outaouais.

L’embouchure du lac Soufflot se situe du côté Nord et ses eaux se déversent dans la rivière Marécageuse laquelle se déverse dans le Lac des Fourches. En aval de ce lac, un barrage a été érigé refoulant les eaux sur 9,3 km. La rivière Winneway est un affluent de la rive Sud-Est du lac Simard (Témiscamingue) lequel est à son tour traversé dans sa partie Nord-Ouest par le cours de la rivière des Outaouais. De là, le courant de cette dernière rivière traverse successivement les lacs Grassy, le "des Quinze", puis le lac Témiscamingue.

## Toponymie
Le terme « Soufflot » constitue un patronyme de famille d’origine française.
Le toponyme "lac Soufflot" a été officialisé le 5 décembre 1968 à la Banque des noms de lieux de la Commission de toponymie du Québec, soit à la création de cette commission.